# Michaił Bogin
Michaił Sinajewicz Bogin (ros. Михаил Синаевич Богин; ur. 4 kwietnia 1936) – radziecki reżyser filmowy oraz scenarzysta. Ukończył WGIK. Jego pracą dyplomową była etiuda filmowa Dwoje, nagrodzona na IV Międzynarodowym Festiwalu Filmowym w Moskwie.

## Wybrana filmografia
- 1965: Dwoje
- 1967: Zosia
- 1971: O miłości